# 米国仏教団
米国仏教団（べいこくぶっきょうだん、英: Buddhist Churches of America、略称はBCA）は、浄土真宗本願寺派（西本願寺）のアメリカ合衆国本土における布教組織。本願寺派（西本願寺）の海外開教拠点のひとつであり、100年以上の歴史を持つアメリカ大陸最古の仏教組織。本部をサンフランシスコに置く。本願寺派教団内での名称は北米開教区。

## 歴史

### 開教初期
米国仏教団（BCA）の歴史は、19世紀末よりしだいに移住人口が増加しだした日系移民に対する教化活動を端緒とする。苦しい生活を強いられていた移民たちからは、異国で自己の信仰の拠り所を求める声が強く、本願寺には移民代表などから僧侶派遣の要請が度々なされていた。ハワイ諸島では、1880年代に既に本願寺派の開教拠点が確立されていたが、アメリカ本土には1898年になってサンフランシスコに本願寺派開教使（師）が着任。1899年にはアメリカ初の仏教寺院が市内の日系移民居住地に建立され、布教活動が本格化した。BCAではこの時を開教元年としている。
その後、日系移民の増加にともなって渡米する僧侶も人員を増やし、開設される寺院・説教所もカリフォルニアの主だった都市に及び、シアトル、オレゴンから中部、アメリカ東海岸の大都市へと教線は拡大を見せていった。
しかし、開教使として渡米する僧侶の多くは一時的な滞在であることが多く、そのため英語能力も充分とは言えず、数年の任期を終えると帰国してしまうことから、布教活動の対象者はもっぱら日系移民とその家族にとどまっていた。布教活動の内容も月々の法座や年中行事以外には、信徒（メンバー）の葬儀、法事などを行うくらいであったため、寺院の外（非日系アメリカ人や他の外国移民）にまで布教が展開されるまでには、まだ時間が必要であった。
一方で、寺院の存在は日系移民社会の形成に一定の役割を担った。20世紀に入ってからもアメリカ白人社会からの日系移民に対する人種差別は根強く、各地のプランテーションで苦しい生活を送っていた移民たちにとって、寺院で開催される定期的な法座は大きな精神的支えともなっていた。BCAでは、仏教青年会（YBA - 後にBCA Youth）、仏教婦人会（BWA）といった組織が作られ、当時のアメリカでも珍しかったボーイスカウトがいち早く結成された。また、寺院内では移民子女に対する初等教育も行われており、日本では近代化の過程で失われていった地域社会の核としての寺院の姿が維持されていた。
他方、アメリカ社会に溶け込もうとする努力も様々に試みられた。キリスト教の教会に倣った日曜礼拝（サンデー・サービス）を行い、賛美歌に倣って西洋音楽による仏教讃歌も盛んに歌われた。寺院建築では外観をキリスト教会に模したり、内部も本堂に畳を置かずに椅子席を導入したり（そもそも畳が入手しづらかった）、布教（説教）に演台を用いるなど、当時の日本では見られない独自の寺院様式が生まれた。（「和洋折衷」の寺院様式は日本にも逆輸入され、今日の浄土真宗寺院に数多く見ることができる。）
こうした地道な努力により、第二次世界大戦前頃にはアメリカ社会でも仏教に対する一定の関心と理解が得られ、寺院にも非日系アメリカ人メンバーや、少数ではあったが白人の僧侶も輩出するまでになった。

### 第二次世界大戦
次第に社会の地位を確立しつつあった1941年、BCAと日系移民を取り巻く状況は一変する。真珠湾攻撃に始まる太平洋戦争開戦により、ルーズベルト大統領は大統領令9066号を発令し、日系人の強制収容が実施され、日系人社会は壊滅させられた。特にFBIなどは日系人の団結を警戒して宗教活動を厳しく取り締まったことから、BCA傘下の寺院は悉く閉鎖された。収容所においても僧侶と一般人は別々に収監され、宗教活動の一切が禁じられた。しかし、当局による厳しい監視の下でも密かに信仰を守り通したメンバーも少なくはなかった。

### 戦後～現在
1946年、日本の敗戦によって収容所から解放された人々による日系社会の再建と共に、BCAの復興が図られた。このとき、BCAでは従来の日系人を対象とした布教形態に加えて、日常的に英語を用いた布教が導入されることとなった。実際には、既に大半のメンバーが日系2世、3世であることから、英語を主な言語とすることに抵抗は少なかった。また、開教使や研究者の手で浄土三部経などの経典英訳や親鸞著述の英訳も行われ、非日系のメンバーの理解を助けた。
1960年代にはいわゆる禅ブームが到来し、アメリカ社会の東洋思想に対する関心が高まる。このため、本来は浄土真宗の教義にない座禅を取り入れる寺院や、教義の上でも真宗の阿弥陀一仏信仰をキリスト教の一神教と極端に重ねた教えがなされるなど、布教に苦心する開教使たちの試行錯誤が続けられた。しかし、こうした姿勢は異端であるとして本願寺教団から批判を浴びる結果ともなり、開教に対する本山とBCA、現場の意見の相違が次第に露わになっていった。
現在は、「Shin-Buddhism(Pure Land-)」や「Honpa Hongwanji（本派本願寺）」といった言葉もアメリカ社会に定着し、本山と一定の距離を置いたアメリカ人によるアメリカ人のための浄土真宗が独自に活動をすすめているといえる。後述する宗教教育の推進やターミナルケアなど医療や福祉の現場に積極的に関与するBCAの姿勢は、日本より先行しているといえる。1999年には「北米開教100周年」を迎え、大谷光真門主臨席の下、サンフランシスコで盛大な記念式典が催された。
BCAの寺院の大多数はカリフォルニア州に集中しているが、アメリカ西部を中心に、全米の大都市や日系社会とゆかりのある地域でも地道な布教活動が実を結んでおり、メンバーやアメリカ人僧侶も着実にその数を増やしている。一方で、今もなおBCAは日本の伝統仏教である「浄土真宗」と、アメリカ社会で100年の歩みを刻んだ「Shin-Buddhism」との間（はざま）で、時代に即した教義や寺院のありかたへの模索が続いている。

## 教育
BCAでは、カリフォルニア州バークリーに「仏教大学院」（Institute of Buddhism Studies IBS）を設置し、神学修士・仏教学修士課程を開設している。IBSは神学大学院連合（Graduate Theological Union GTU）に加盟するほか、浄土真宗本願寺派教学研究所、龍谷大学大学院や京都・宗教系大学院連合（K-GURS）とも提携し、交換留学や単位互換を行っている。また、2006年にはバークレー市街地に龍谷大学付属「浄土真宗センター」を開設。アメリカ人僧侶養成と新たな仏教理解の拠点施設として機能している。
一方、浄土真宗本願寺派では、BCAをはじめとした非日本語圏からの僧侶養成を受け入れており、同派の得度習礼、教師教修、開教使課程などの一部を英語で受講することができる。
アメリカ軍では、BCAを軍で唯一の仏教従軍組織に認定している。そのため要請があれば従軍僧として兵士の慰問、追悼のために基地や戦地に赴くことがある。

## 支部・寺院
BCAでは全米6地区に開教支部を置いている。
- 北西部地区 -（ワシントン州、オレゴン州、アイダホ州西部）
  - シアトル仏教会
  - スポケーン仏教会
  - タコマ仏教会
  - ホワイトリバー仏教会
  - アイダホ・オレゴン仏教会
  - オレゴン仏教会

- 北カリフォルニア地区 -（カリフォルニア州北部、サクラメント）
  - フローリン仏教会
  - ロディ仏教会
  - メリーズビル仏教会
  - プレーサー仏教会
  - サクラメント仏教会
  - ストックトン仏教会
  - ウォールナットグローブ仏教会

- 南部地区 -（カリフォルニア州南部、アリゾナ州、ネバダ州）
  - アリゾナ仏教会
  - ガーデナ仏教会
  - ロサンゼルス本派本願寺
  - オレンジ郡仏教会
  - サンディエゴ仏教会
  - サンフェルナンド本願寺
  - ビスタ仏教会
  - ウエストロサンゼルス仏教会
  - サンルイス・オビスポ仏教会
  - 洗心仏教会
  - グアダルーペ仏教会
  - オクスナード仏教会
  - サンタバーバラ仏教会
  - パサディナ仏教会
  - ベニス本願寺

- ベイエリア -（サンフランシスコベイエリア）
  - バークリー仏教会
  - 園満寺
  - マリン仏教会
  - オークランド仏教会
  - パロアルト仏教会
  - サンフランシスコ仏教会
  - サンマテオ仏教会
  - 南アラメダ仏教会
  - アラメダ仏教会

- 沿岸地区 -（カリフォルニア州サンタクララ、カリフォルニア州中部沿岸）
  - モンテレイ・ペニンスラ仏教会
  - マウンテンビュー仏教会
  - サリナス仏教会
  - サンホセ別院
  - ワトソンビル仏教会

- 中央地区 -（カリフォルニア州フレズノ周辺）
  - フレズノ別院
  - デラノ仏教会
  - ディヌバ仏教会
  - ファウラー仏教会
  - リードレイ仏教会

- 東部地区 -（ミシシッピ川東岸以東）
  - クリーブランド仏教会
  - 恵光寺（ワシントンD.C.）
  - ミッドウエスト仏教会
  - ニューヨーク仏教会
  - シーブルック仏教会

- 山岳地区 -（ユタ州、コロラド州、アイダホ州、及びロッキー山脈～ミシシッピ川西岸）
  - ハニービル仏教会
  - オグデン仏教会
  - ソルトレイク仏教会
  - トライステート・デンバー仏教会

## 関係リンク
- 公式サイト
- Center for Buddhist Education
- 仏教大学院
- 浄土真宗センター

- Homepage for Jodo Shinshu Hongwanji-ha Hongwanji International Center - English